# 旧洋窑址
旧洋窑址，位于中国广东省湛江市雷州市客路镇旧洋村，为湛江市雷州市的一个市级文物保护单位，类型为古遗址，公布时间为1992年12月9日。
旧洋窑址的历史年代为宋、元。